# Келлес-Краузе, Богдан
Богдан Келлес-Краузе (2 января 1885 — 25 сентября 1945, Люблин) — архитектор, работал в Люблине.

## Биография
Келлес-Краузе родился в Раковичах (ныне — село Щучинского района, Белоруссия) в семье барона Михала Келлеса-Краузе и Вероники Макаревич. Окончил классическую гимназию в Киеве. Учился в Институте гражданских инженеров в Петербурге. Продолжил обучение в Львовской политехнике, которую окончил в 1910 году. В том же году стал членом Политехнического общества во Львове. Работал в проектных бюро в Париже, Мюнхене и Вене. С 1921 года проживал в Люблине, где работал уездным архитектором. В 1927—1939 годах руководил архитектурно-строительным отделом в Окружной дирекции общественных работ. Отмечен Бронзовой медалью и Золотым крестом за заслуги. Со времён своей учебы неоднократно экспонировал на выставках произведения живописи. В 1925 году принял участие в выставке художников-пластиков в Люблине.
Умер в Люблине, похоронен на кладбище на улице Липовой, поле № 9. В 1948 году состоялась посмертная выставка Богдана Келлеса-Краузе в Люблине, а в 1951 году — в Кракове. В 2011 году Эльжбета Блотницкая-Мазур представила книгу «Między profesją i pasją. Życie i twórczość Bohdana Kelles-Krauzego» (рус. Между профессией и страстью. Жизнь и творчество Богдана Келлеса-Краузе).